# NGC 7800
NGC 7800 je galaxie v souhvězdí Pegas. Její zdánlivá jasnost je 12,5m a úhlová velikost 2,3′ × 1,6′. Je vzdálená 85 milionů světelných let, průměr má 55 000 světelných let. Galaxii objevil 24. prosince 1783 William Herschel.